# 七仙女正传
《七仙女正传》是神话小说大师—周濯街所著作的长篇神话小说系列中的第六辑，1995年12月1日由团结出版社出版发行。本作主要以民间传说《董永与七仙女》为基照而改编扩充内容的神话小说。

## 作品概要
《天仙配》的相关电视剧大多都是由周濯街所著作的神话小说《七仙女正传》为蓝本而打造，第一部以本作而改编的电视剧是《新天仙配之七仙女正传》，2007年中央电视台出品的电视剧《天仙配》名义上是以《七仙女正传》而改编，但大多情节与台词均选自于《新天仙配之七仙女正传》。小说中不仅只有董永与七仙女的故事，其中还涉及到他们的儿子的故事。
作品中主要还是遵从民间传说《董永与七仙女》的故事来展开联想，其中还新增加了部分新的角色，最为注意的是周濯街还在故事中设定了张巧嘴与傅官保这两个重要的反派角色与七仙女与董永成为冤家等的精彩故事。

## 登场人物
张七女
董永
张巧嘴
傅官保
郭蜜香
赤脚大仙
董仲
董麟
杨凰
张百忍
王婉玲

## 本书目录

### 第一回
坐失良机 老姑娘意外得宝扇
事出非常 九姐妹有幸同升天

### 第二回
治乱有术 人神鬼五体投地
持家无方 七人女六人下凡

### 第三回
用心良苦 王母娘娘劝玉帝
知错必纠 赤脚大仙度亡灵

### 第四回
将功补过 董家善人得贵子
行孝感天 巧嘴姑娘动凡心

### 第五回
色胆包天 傅官保受惩成残废
自不量力 少东家打赌助仇人

### 第六回
害人害已 挑嘴姑娘遭斥贬
偏听偏信 玉皇大帝发虎威

### 第七回
忧国忧民 老孝子割爱献宝扇
自立自强 新状元接子还故乡